# Meillonnas
Meillonnas (arpitanisch: Melyonâs) ist eine französische Gemeinde mit 1.383 Einwohnern (Stand: 1. Januar 2022) im Département Ain in der Region Auvergne-Rhône-Alpes. Sie gehört zum Kanton Saint-Étienne-du-Bois im Arrondissement Bourg-en-Bresse.

## Geografie
Die Gemeinde Meillonnas liegt am Fuß der südwestlichsten Jura-Ausläufer, etwa zehn Kilometer ostnordöstlich von Bourg-en-Bresse im Revermont.
In Meillonna entspringt der Sevron.
Umgeben ist Meillonnas von den Nachbargemeinden Val-Revermont (früher: Treffort-Cuisiat) im Norden und Osten, Drom im Südosten, Jasseron im Süden und Südwesten sowie Saint-Étienne-du-Bois im Westen und Nordwesten.

## Bevölkerungsentwicklung
| Jahr                       | 1962 | 1968 | 1975 | 1982 | 1990 | 1999 | 2009 | 2021 |
| Einwohner                  | 610  | 630  | 671  | 891  | 1051 | 1204 | 1301 | 1383 |
| Quellen: Cassini und INSEE |      |      |      |      |      |      |      |      |

## Sehenswürdigkeiten
- Kirche Saint-Oyen
- Kapelle von Sanciat
- Burg Meillonnas aus dem 14. Jahrhundert

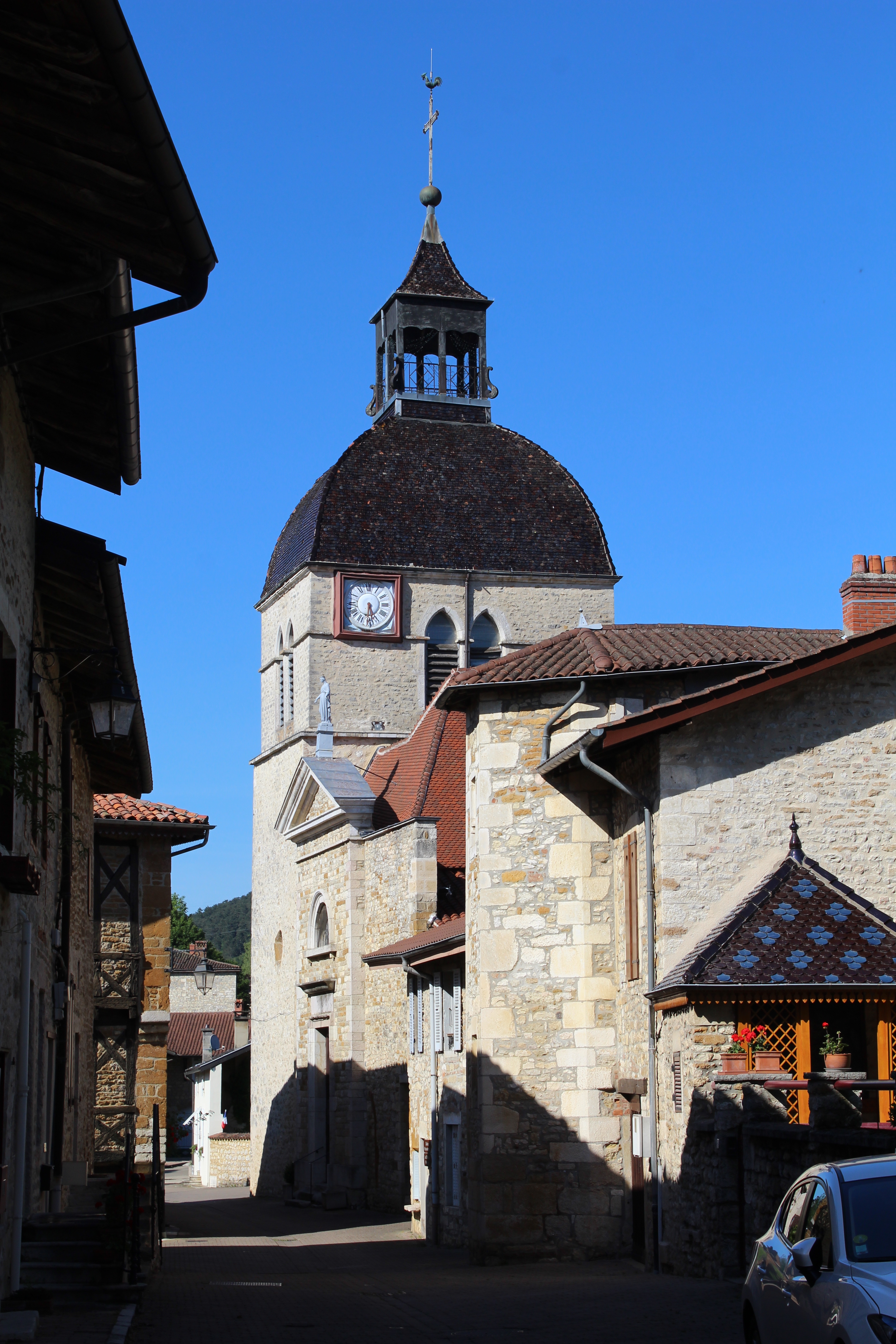
Kirche Saint-Oyen
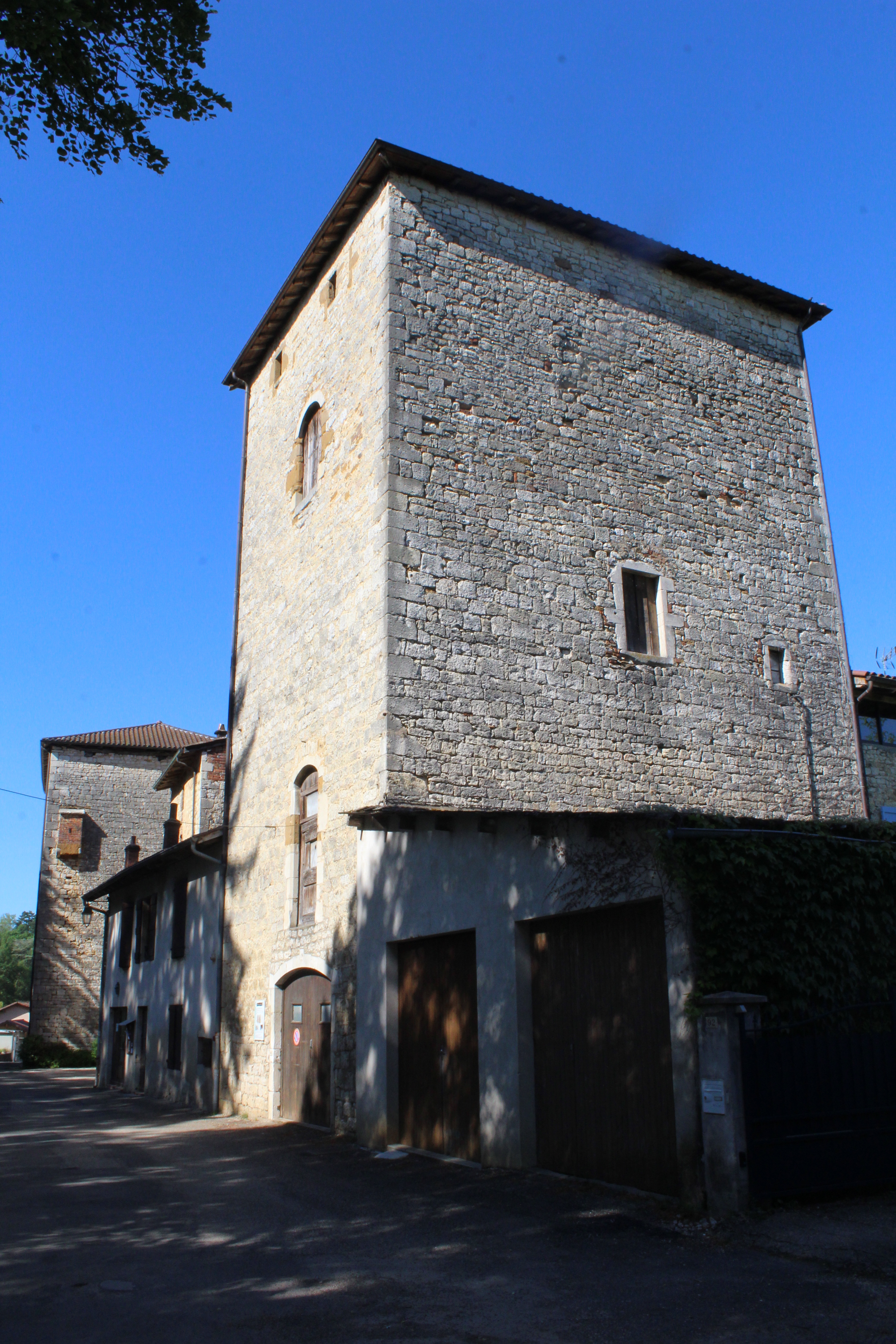
Burg Meillonnas
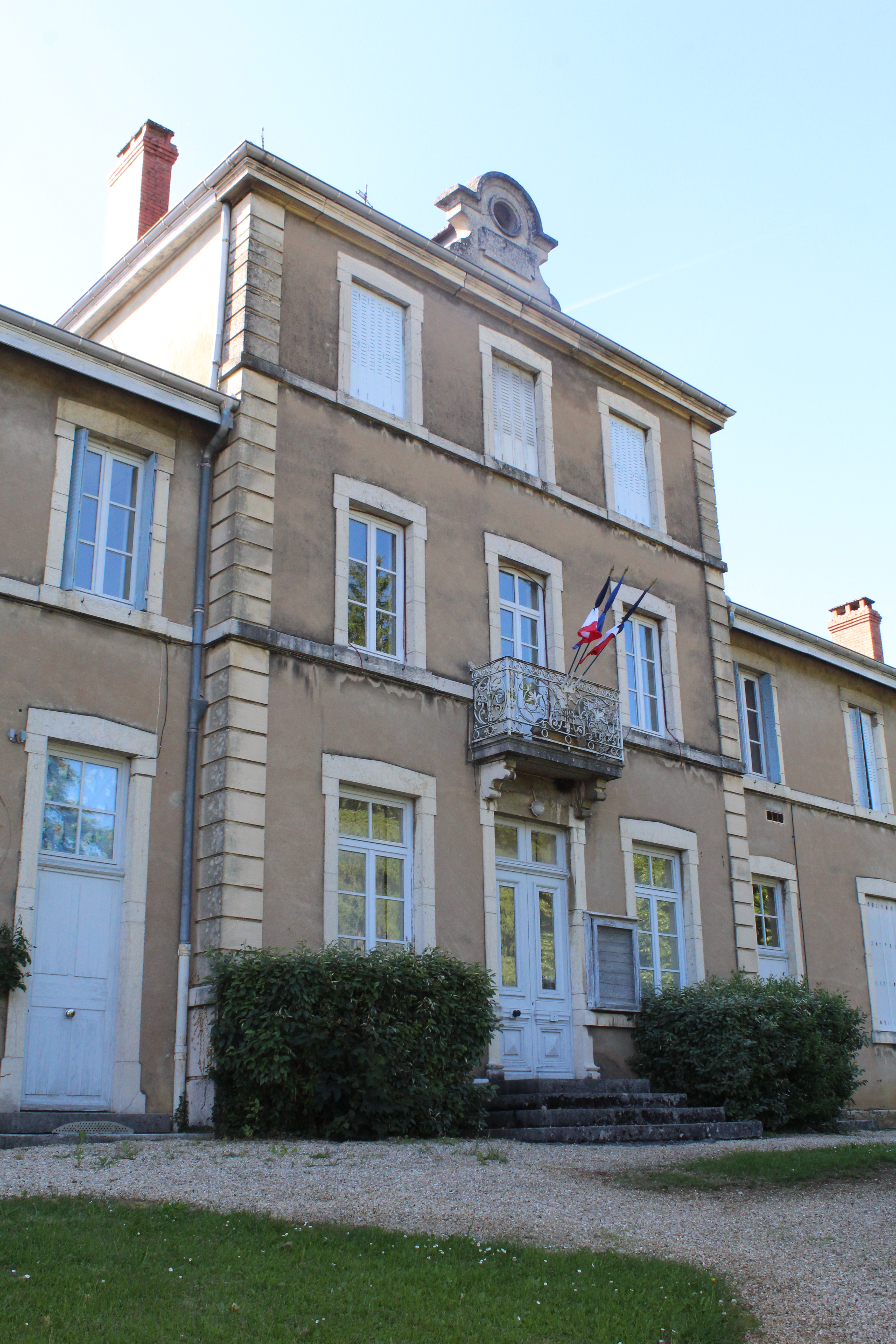
Schule
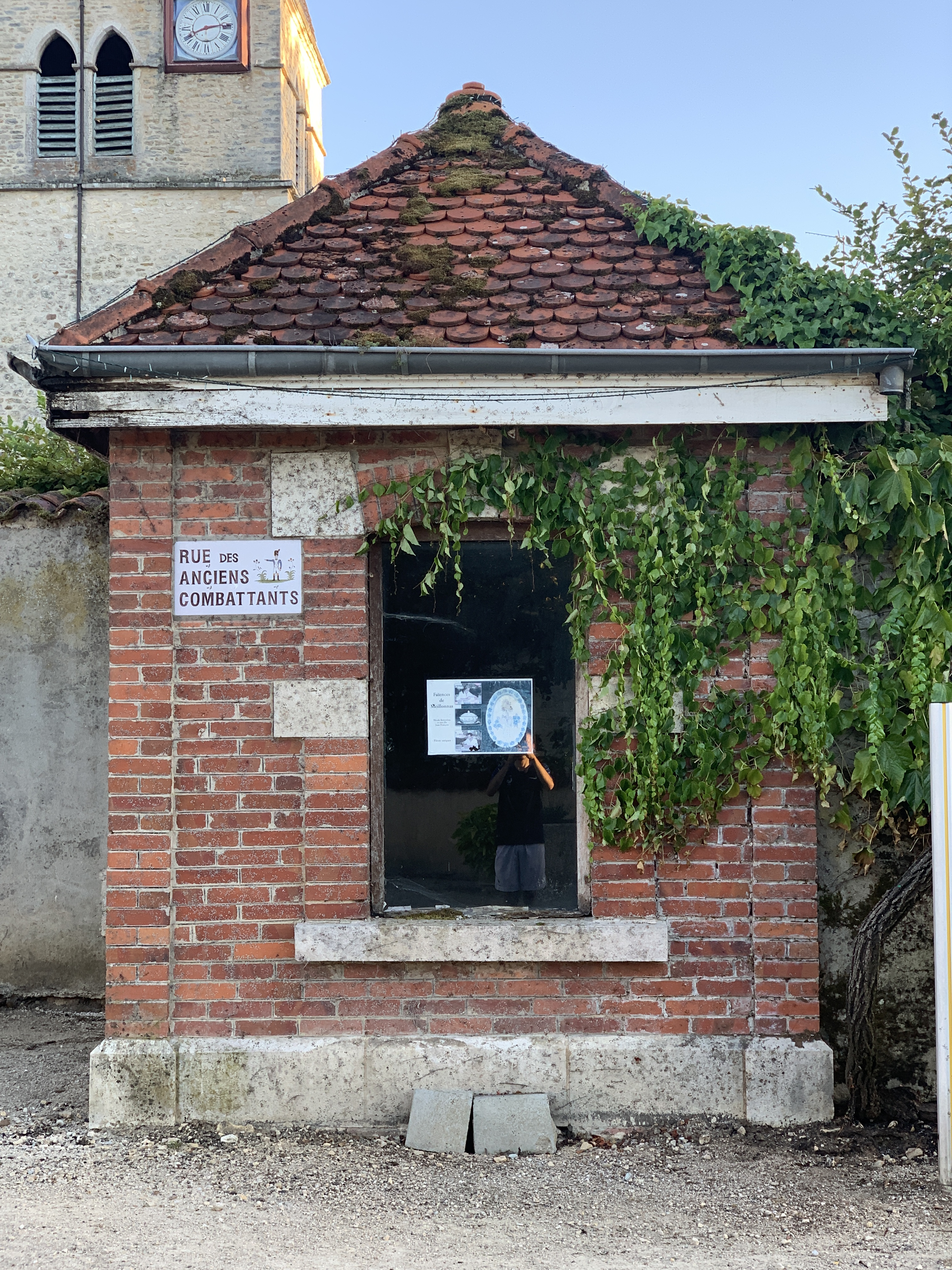
Ehemalige öffentliche Waage
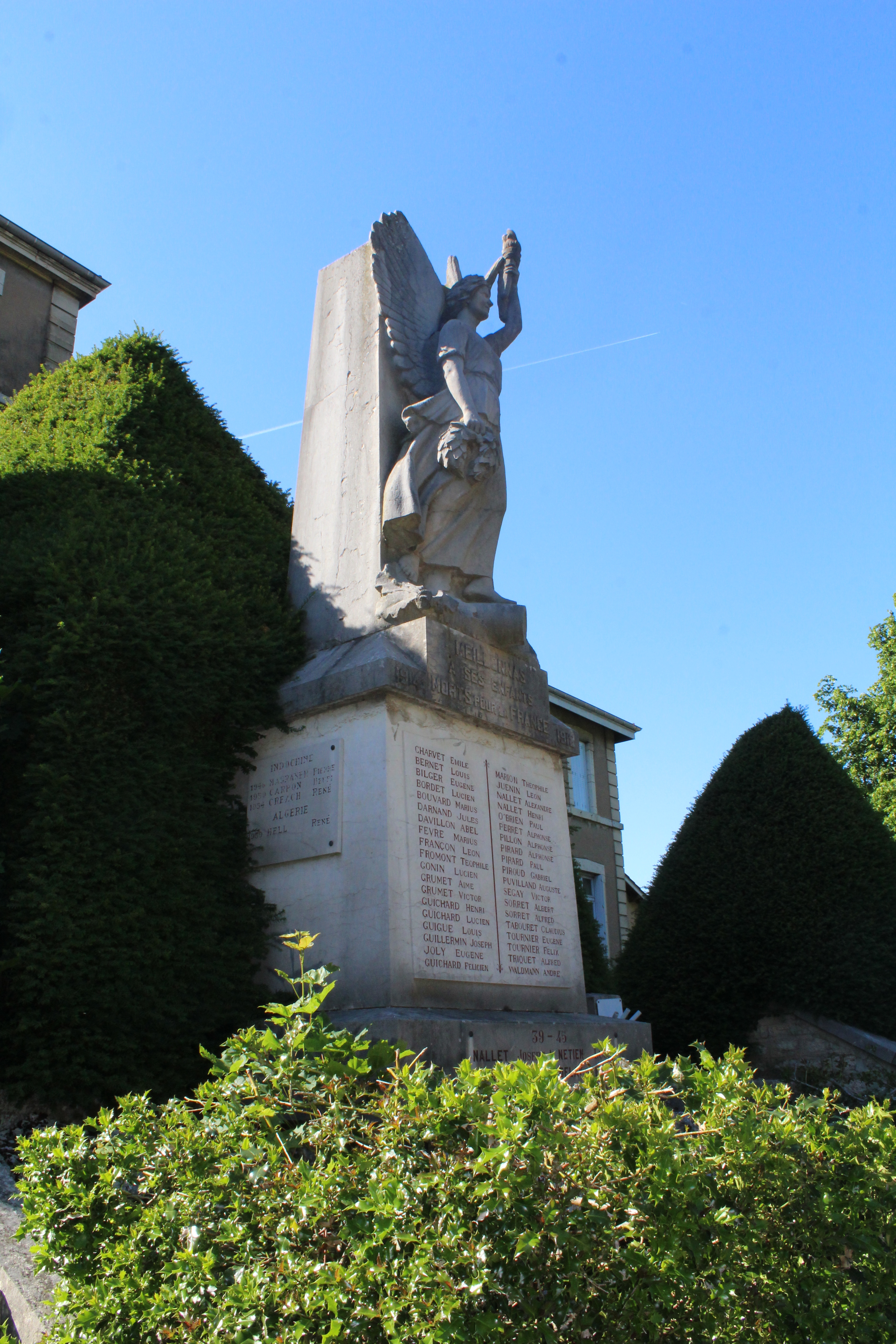
Gefallenendenkmal